# Numeriskt lås
Numeriskt lås eller (engelska:) Num Lock är en låstangent som förekommer på de flesta större tangentbord. Den gör att tangenterna på det numeriska tangentbordet växlar funktion mellan att vara markörstyrningstangenter och att vara tangenter för siffertecken. På de från 1983 utökade tangentborden med 102/103 tangenter finns separata markörstyrningstangenter, varför datorerna oftast startas med den numeriska låsfunktionen aktiverad.